# Болдирево (Абатський район)
Бо́лдирево (рос. Болдырево) — село у складі Абатського району Тюменської області, Росія.
Населення — 510 осіб (2010, 631 у 2002).
Національний склад станом на 2002 рік:
- росіяни — 93 %